# Stenomesson vitellinum
Stenomesson vitellinum là một loài thực vật có hoa trong họ Amaryllidaceae. Loài này được Lindl. miêu tả khoa học đầu tiên năm 1843.